# Église Notre-Dame-de-l'Assomption de Koursk

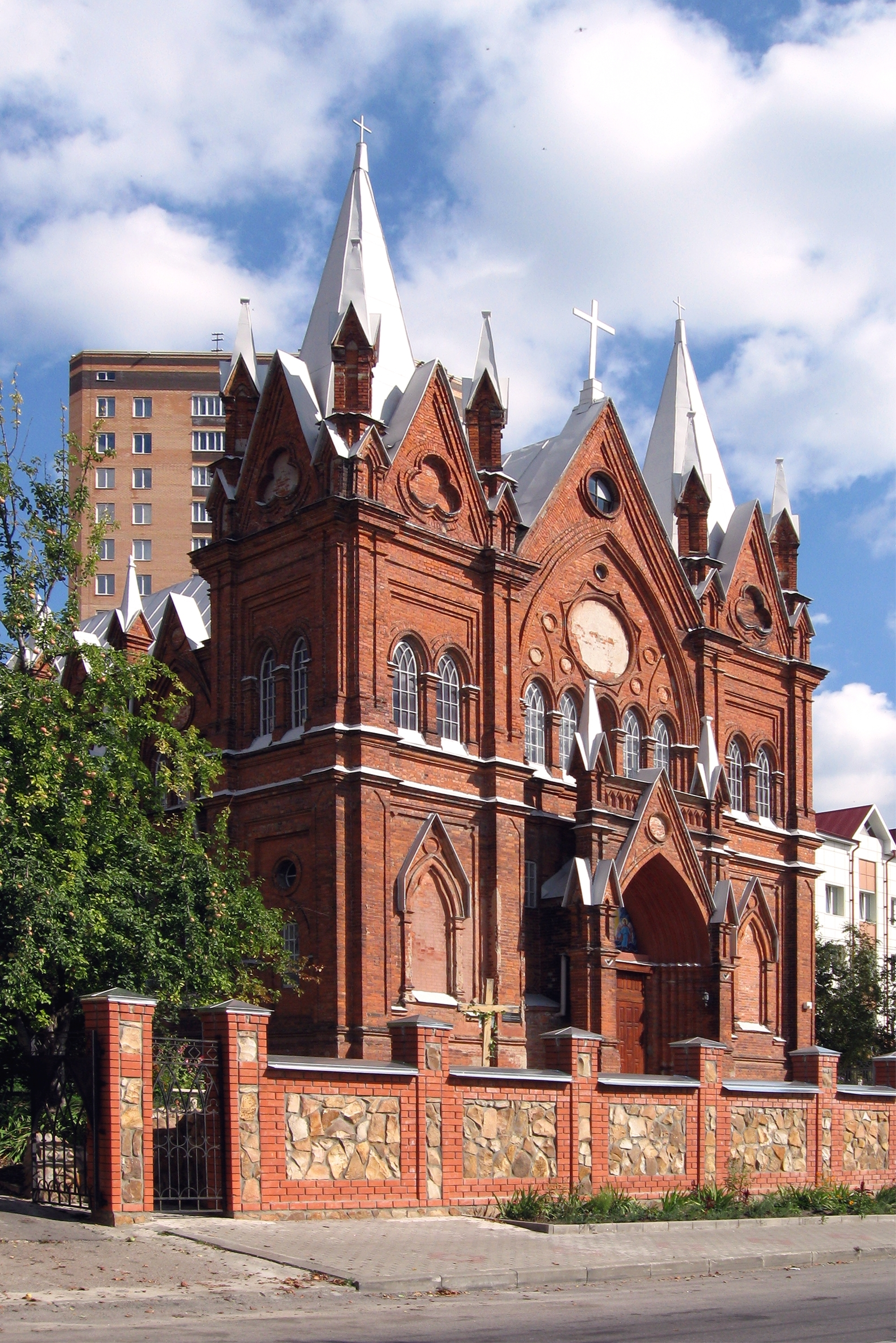
Vue de l'église

L'église Notre-Dame-de-l'Assomption (Храм Успения Богородицы) est une église catholique de rite latin située à Koursk, dans l'archidiocèse de Russie d'Europe, dont le siège est à Moscou (et dont l'archevêque est Mgr Paolo Pezzi).

## Histoire
C'est en 1859 que la communauté catholique de Koursk, en majorité d'origine polonaise ou allemande, comportant plus d'un millier de fidèles, demanda la permission de construire une église. Ils se réunissaient jusqu'alors dans une chapelle. Une fois les fonds réunis, la permission leur fut accordée et l'église commença à être construite en 1892 dans un style néo-gothique. L'église fut placée sous le vocable de ND de l'Assomption et consacrée en 1896. Elle comportait deux clochers aux extrémités de la façade et fut construite en briques rouges. L'intérieur était décoré de magnifiques mosaïques.
La fille du peintre Malévitch s'y est mariée.
L'église continua de servir à la communauté paroissiale après la Révolution d'Octobre et malgré des menaces de fermeture, mais elle fut fermée par les autorités en 1938. Le curé et un certain nombre de ses paroissiens furent fusillés et l'intérieur fut totalement vandalisé.  Pendant la guerre une des tours fut détruite par les bombardements.
En 1970, on décida de restaurer l'église pour en faire une maison de la culture.
C'est au début des années 1990 que des messes furent célébrées à nouveau dans l'édifice, et en 1993 la communauté paroissiale fut de nouveau officiellement enregistrée. 
L'église a été restituée au diocèse en 1997. Elle a fêté en 2006 ses 110 ans avec joie et éclat. 

## Lien externe

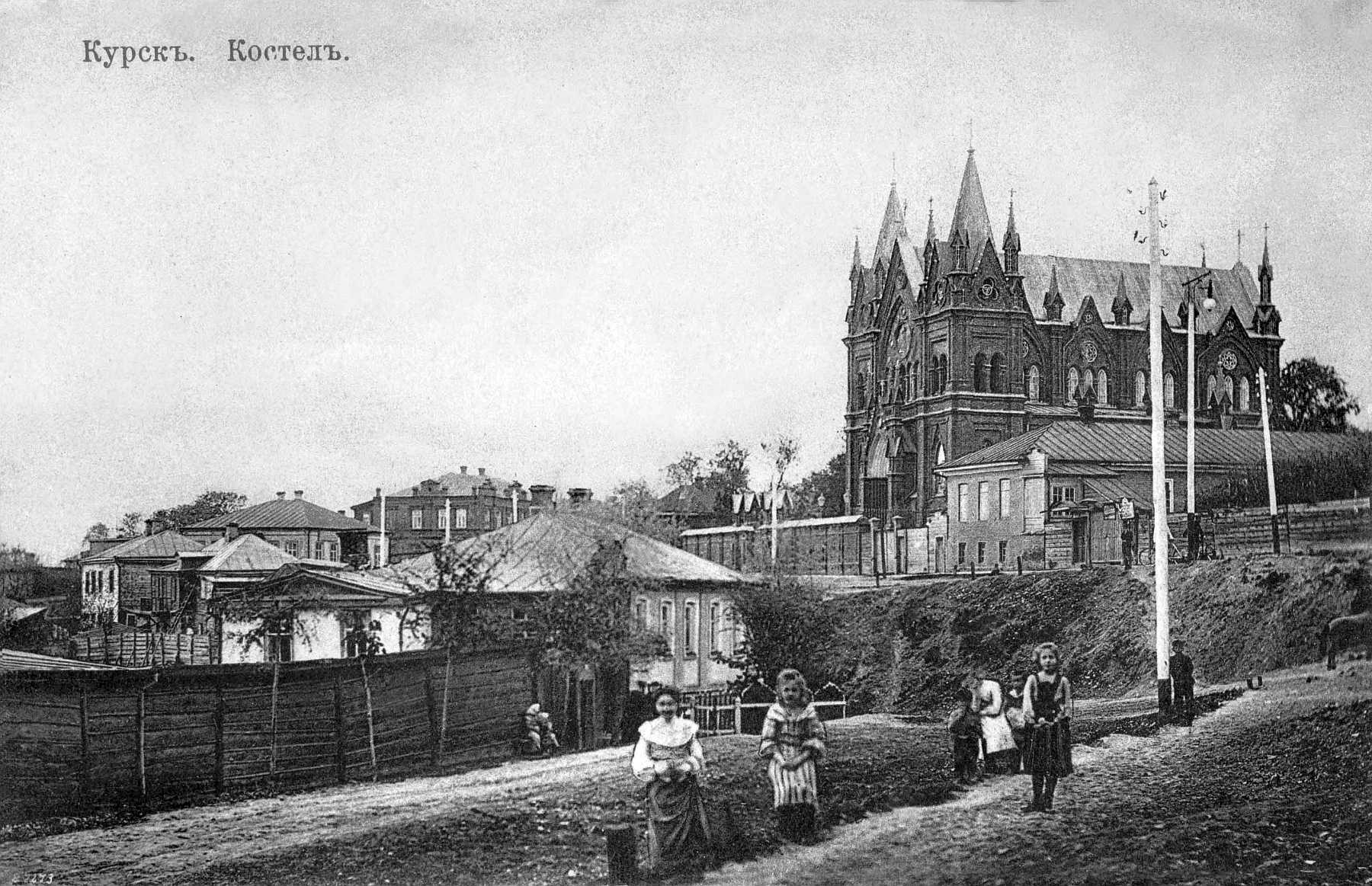
Vue de l'église au début du XXe siècle